# Chariez
Chariez település Franciaországban, Haute-Saône megyében. Lakosainak száma 220 fő (2022. január 1.). Chariez Montigny-lès-Vesoul, Andelarre, Mont-le-Vernois, Noidans-lès-Vesoul, Pontcey és Vaivre-et-Montoille községekkel határos.

## Népesség
A település népességének változása:
| Lakosok száma | 226  | 214  | 212  | 207  | 207  | 204  | 205  | 212  | 220  |
|               | 2013 | 2015 | 2016 | 2017 | 2018 | 2019 | 2020 | 2021 | 2022 |